# Алатрі
Алатрі (італ. Alatri, вен. Alatri) — муніципалітет в Італії, у регіоні Лаціо,  провінція Фрозіноне.
Алатрі розташоване на відстані близько 75 км на схід від Рима, 12 км на північ від Фрозіноне.
Населення — 29 124 особи (2014).

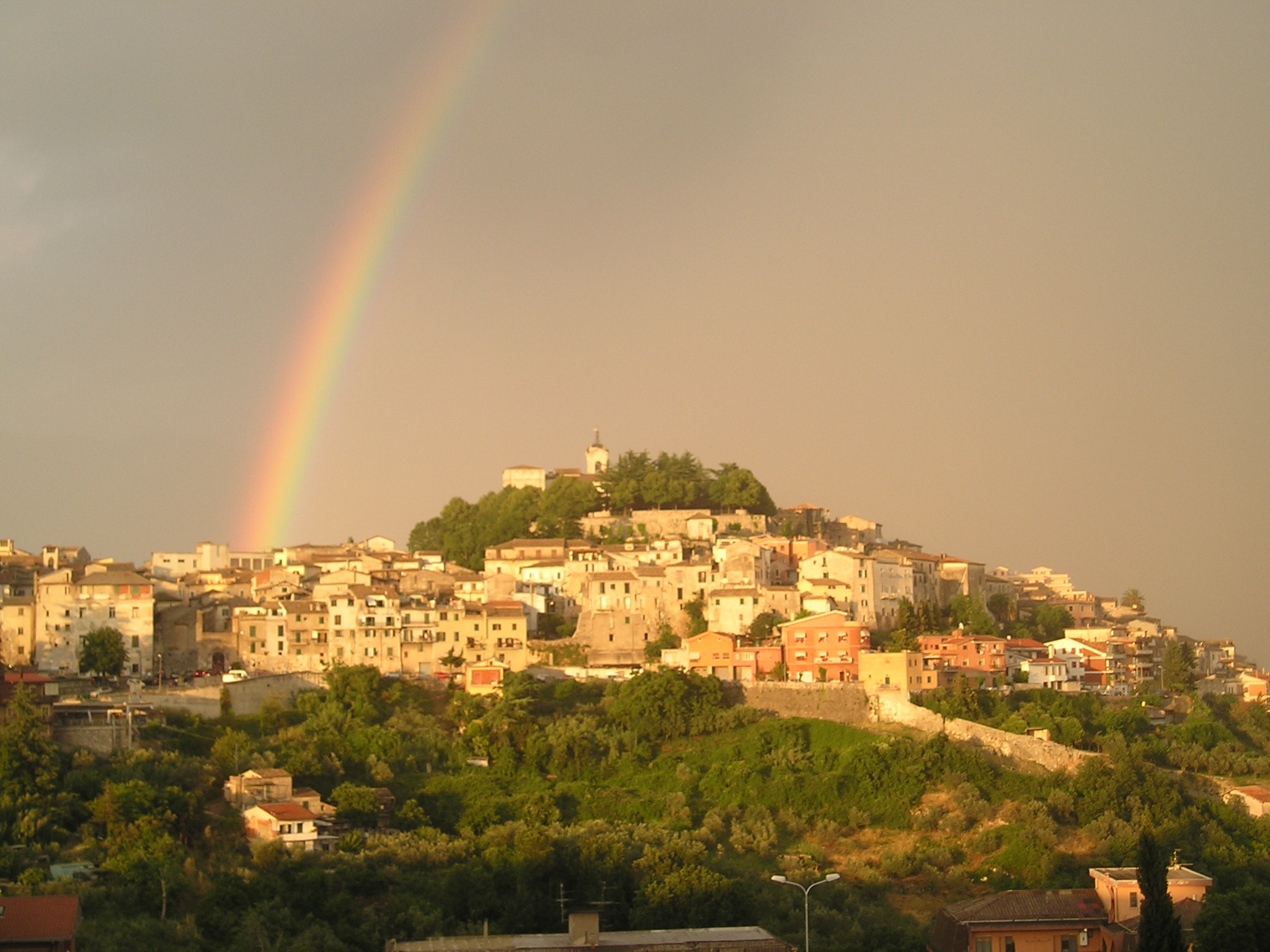

Щорічний фестиваль відбувається у середу після Великодня. Покровитель — San Sisto.

## Демографія
Населення за роками:

Станом на 31 грудня 2014 року в муніципалітеті офіційно проживали 2104 іноземці з 53 країн, серед них 1623 громадяни країн Євросоюзу та 19 громадян України.

## Сусідні муніципалітети
- Коллепардо
- Ферентіно
- Фрозіноне
- Фумоне
- Гуарчино
- Морино
- Тривільяно
- Веролі
- Віко-нель-Лаціо

## Галерея зображень

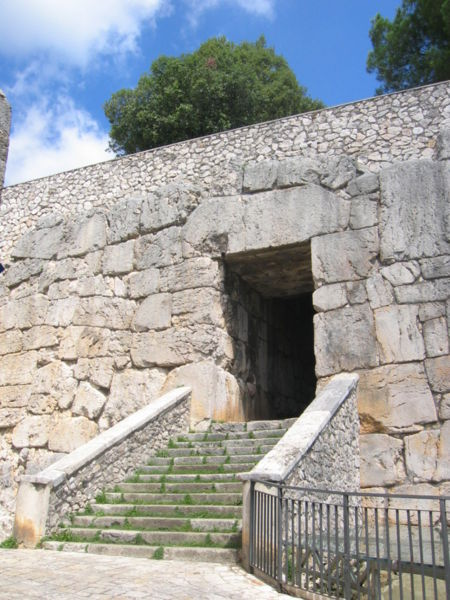
Acropoli di Alatri, Porta Maggiore
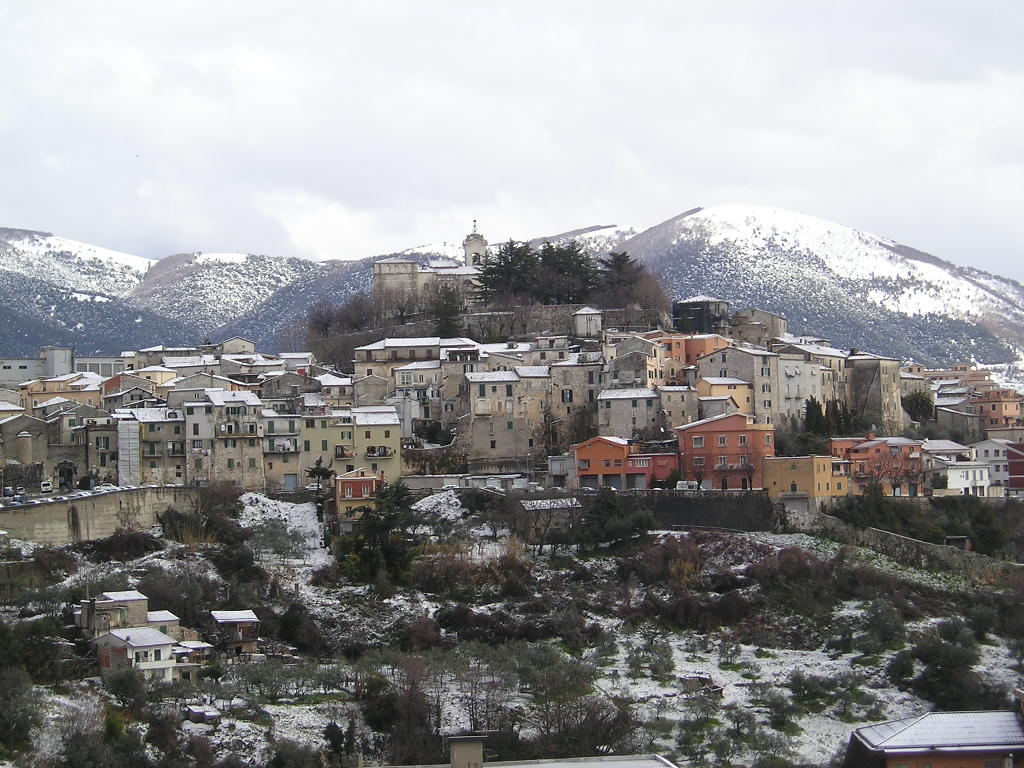
Alatri innevata
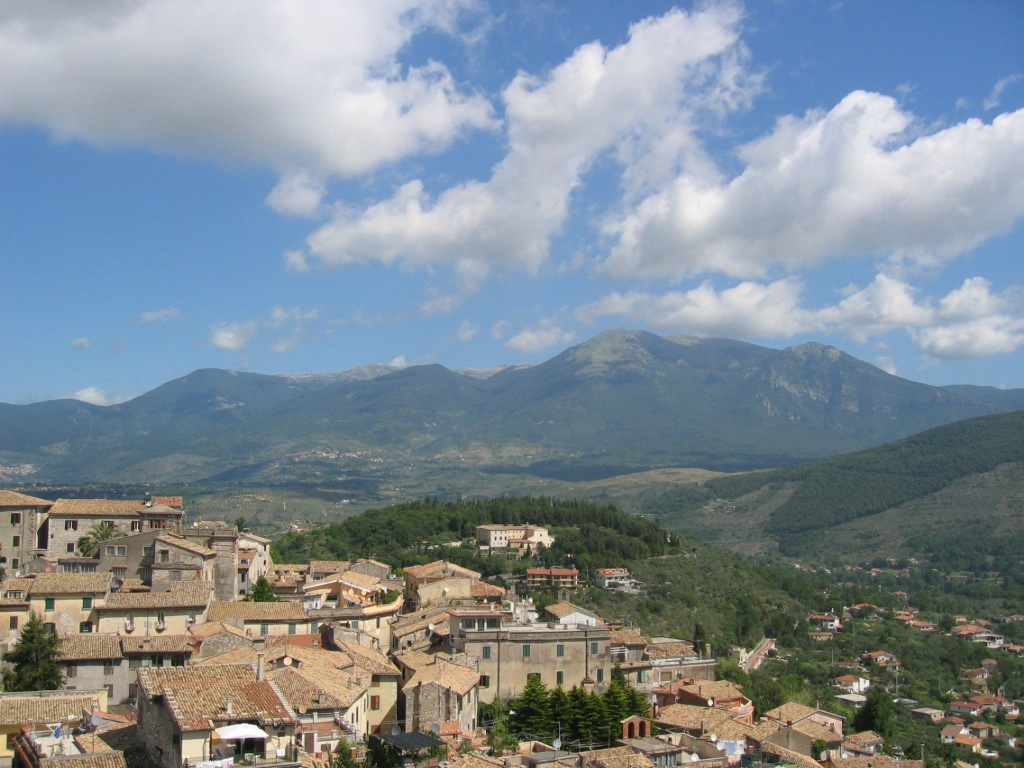
Monti Ernici dall'Acropoli
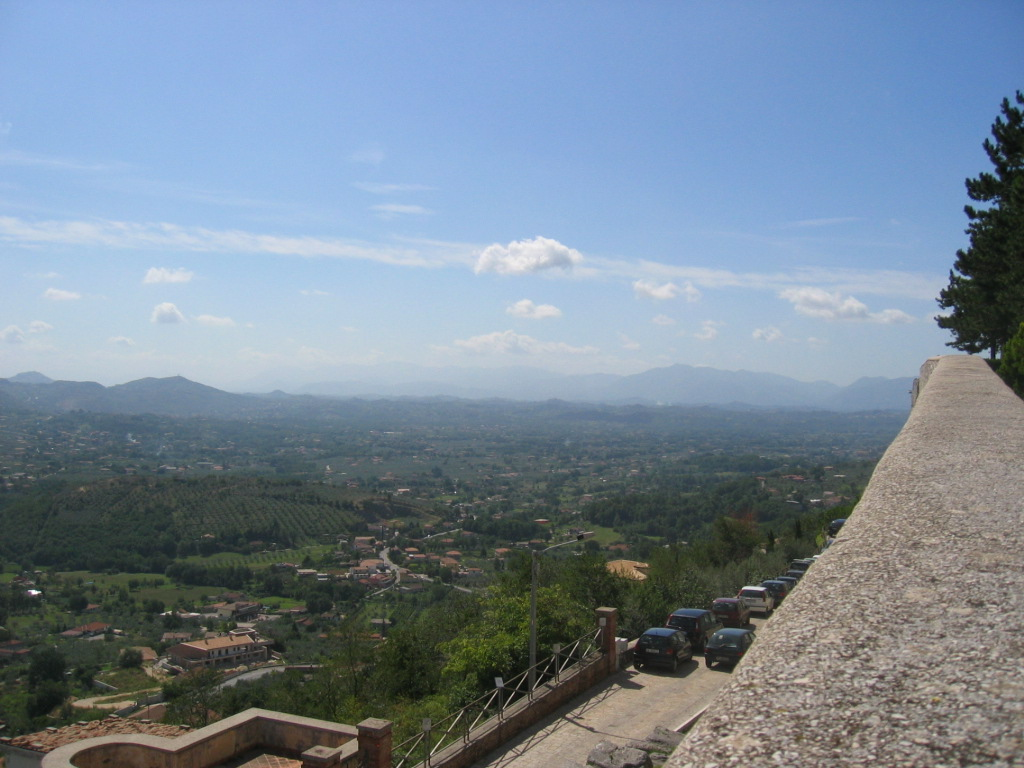
Panorama della valle del Sacco